# Duc de Montblanc

Armoiries du duché de Montblanc.

Le duché de Montblanc,, est un titre de noblesse créé par le roi Jean Ier d'Aragon. C'est l'un des titres « liés traditionnellement à l'héritier de la Couronne espagnole », pour l'avoir été anciennement aux héritiers des rois d'Aragon. Sa titulaire actuelle est la princesse Leonor de Borbón, princesse de Gérone.

## Histoire
Le titre de duc de Montblanc a été créé par le roi d'Aragon, Jean Ier, qui le concéda à son frère Martin, futur roi Martin Ier, le 16 janvier 1387. 
L'intention de Jean Ier était de titrer son frère avec un titre inférieur au sien mais supérieur à tous les autres. Il s'agissait donc d'un titre viager et non-héréditaire. À la mort de l'infant Martin, le titre devait normalement revenir à la couronne d'Aragon.
Cependant, le roi Jean Ier d'Aragon mourut sans descendance en 1396 et l’infant Martin, duc de Montblanc, fut couronné roi. 
Peu de temps après, la dynastie de la Maison d'Aragon resta sans héritier à la mort de Martin le Jeune. À la suite du Compromis de Caspe, Ferdinand Ier, de la dynastie castillane des Trastamare, fut choisi pour régner. Après son accession au trône en 1412, il décida d'attribuer le titre de duc de Montblanc à son deuxième fils, l'infant Juan, après l'avoir auparavant offert à Jacques II d'Urgell en compensation pour les dépenses faites dans la défense de son aspiration au trône avant le Compromis de Caspe, celui-ci ayant refusé de l'accepter et s’étant soulevé contre le roi.
Quelques années plus tard, le roi Alphonse V d'Aragon, dit le Magnanime, mourut sans descendance légitime, et son frère Jean fut couronné comme nouveau monarque de la Couronne d'Aragon. Celui-ci céda son titre à son deuxième fils, l'infant Ferdinand.
À la mort de Charles d'Aragon en 1461, l’infant Ferdinand fut désigné comme nouveau prince de Gérone (titre de l'héritier de la Couronne d’Aragon). Ferdinand decida alors que les titres de prince de Gérone et duc de Montblanc seraient attribués à l'héritier du royaume. C'est ainsi que le duché de Montblanc devint un titre héréditaire porté par l'héritier royal jusqu'à la fin de la maison de Habsbourg.
Après la mort du roi Charles II en 1700 et l'arrivée de Philippe V, de la dynastie française des Bourbons, aucun héritier ne fut formellement désigné, et donc les titres de prince de Gérone et duc de Montblanc restèrent vacants, de même que ceux du Royaume de Castille (prince des Asturies) et du Royaume de Navarre (prince de Viane).
En 1705, la Couronne d'Aragon se rebella contre la monarchie et proclama comme nouveau roi l'archiduque Charles d'Autriche, sous le nom de Charles III d'Aragon, qui ne désigna pas non plus d'héritier car il se trouvait en pleine Guerre de Succession.
En 1714, les Bourbons gagnèrent la guerre en Catalogne (en 1707 ils avaient gagné en Aragon et à Valence, et en 1715 ils occupèrent Majorque) et proclamèrent de nouveau Philippe d'Anjou comme roi d'Aragon. Peu après furent publiés les Décrets de Nueva Planta qui supprimèrent les titres liés à la Couronne d'Aragon.

## Situation actuelle
Le 21 janvier 1977, les titres de l'héritier de l'ancienne Couronne d'Aragon furent récupérés par le prince Felipe de Borbón y Grecia. Bien que le Décret royal 54/1977 ne mentionne expressément que le titre de prince des Asturies, il ajoute aussi que sont liés «les autres titres et dénominations utilisés traditionnellement par l'héritier de la Couronne».
Le 8 septembre 1996, à l'occasion de la célébration du septième centenaire du Sanctuaire de la Sierra, le prince Felipe réalisa sa première visite officielle à la ville, devenant ainsi le premier Bourbon à utiliser le titre de duc de Montblanc.

## Liste des ducs de Montblanc

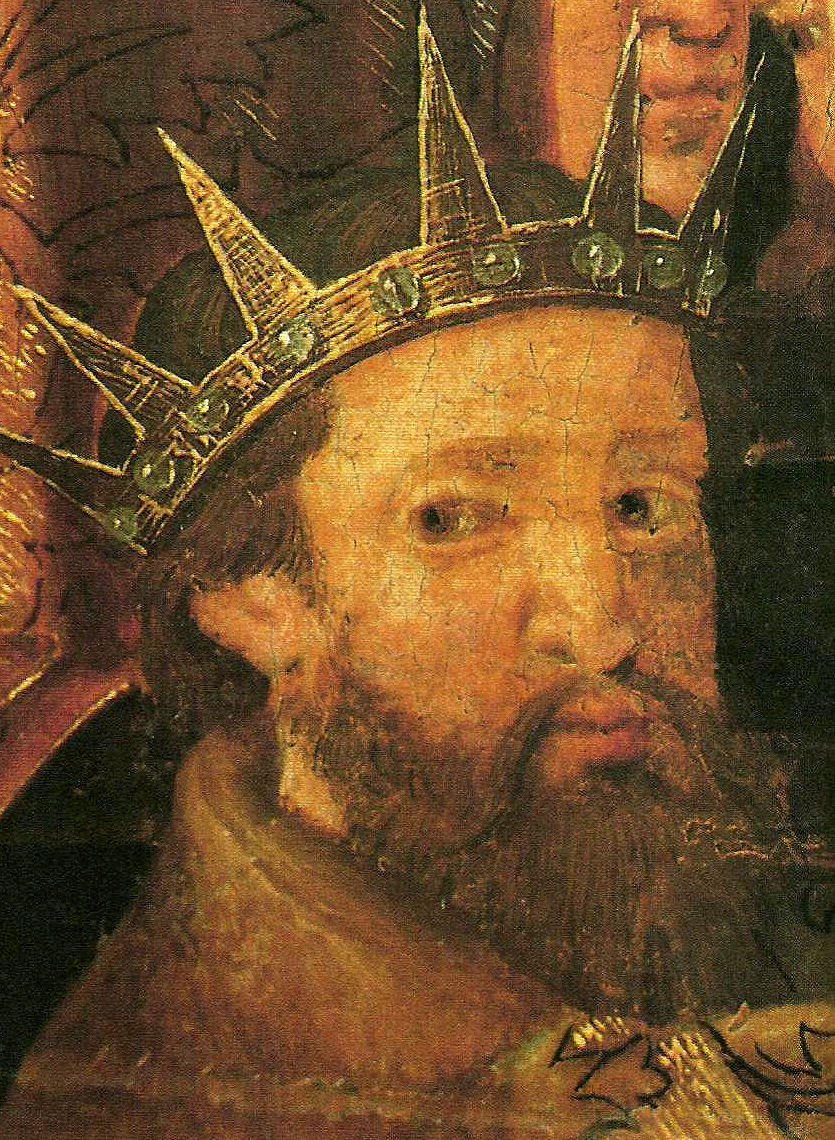
Martin, premier duc de Montblanc.

Dynastie de la Maison d'Aragon-Barcelone (1387-1396)
- Martin Ier, 1387 - 1396

Dynastie de Trastamare (1412-1516)
- Jean II d'Aragon, 1412 - 1458
- Ferdinand le Catholique, 1458 - 1462

-Guerre Civile Catalane 1462 - 1472
- Ferdinand le Catholique, 1472 - 1479
- Jean d'Aragon, 1478 - 1497
- Jeanne la Folle, 1497-1516

Dynastie des Habsbourg (1516-1700)
- Charles Ier d'Aragon, 1516 - 1527
- Philippe Ier d'Aragon et II de Castille, 1527 - 1556
- Charles de l'Autriche, 1556 - 1568
- Philippe Ier d'Aragon et II de Castille, (2e fois), 1568 - 1571
- Ferdinand d'Autriche, 1571 - 1578
- Diègue d'Autriche, 1575 - 1582
- Philippe II d'Aragon et III de Castille, 1582 - 1605
- Philippe III d'Aragon et IV de Castille, 1605 - 1626
- Balthazar-Charles d'Autriche, 1626 - 1640

-Révolte de la Catalogne 1640 - 1652
- Philippe III d'Aragon et IV de Castille, (2e fois), 1652 - 1657
- Philippe-Prosper d'Autriche, 1657 - 1661
- Charles II d'Aragon, 1661 - 1700

Titre vacant (1700 - 1996)
Dynastie des Bourbons (1996-...)
- Felipe VI d'Espagne, 1996 - 2014
- Leonor de Borbón, 2014 - ...